# Mordacious
Mordacious («кусачий, язвительный» — англ.) — американский dark electro проект, образованный в 2005 году 23-летним Мордейшесом Мортемом (Mordacious Mortem) из калифорнийского города Розамонд. Об официальном существовании проекта было объявлено после выпуска альбома «Death’s Embrace», который получил положительные отзывы и рецензии от клубов и радиостанций. Трек «Cursed» вошел в сборник лейбла Telegrammetry recordings — «Weatherhead compilation».

## Состав
- Mordacious Mortem — вокал, музыка, тексты песен, мастеринг, запись

## История
С самого начала Mordacious был единственным участником проекта, которому принадлежат вокал, музыка, тексты песен и запись. В январе 2006 был выпущен альбом «Insignificant», получивший одобрение от широкой аудитории. После подписания контракта с Hypervoxx recordings Mordacious начал тур в поддержку альбома. Релиз следующего альбома «This Emptiness» состоялся в сентябре 2006; он, как и предыдущие два, получил много положительных откликов от радиостанций и клубов.
Сентябрь 2007 ознаменовался выпуском на лейбле Telegrammetry Recordings альбома «Torture Taactics», а песня «Cyber Girl» была популярна на Extreme Sundenfall 6. В 2009 был выпущен CD «Necrolust», а треки «Necrolust» и «Cyber
Girl (IBX Remix)», вошли в сборник Interbreeding X. Буквально через несколько месяцев был выпущен сингл «Dark Prince» и был доступен для бесплатного скачивания. За его релизом последовало много выступлений, проект Mordacious присоединился к фестивалю Necropolis fest в Мексике с группами God Module, Electrovot, Cylab, My Parasites, Alien Vampires, а также выступал во множестве клубов Калифорнии, Лас Вегаса и Мексики. Mordacious был также представлен в конкурсе Sonic Seducer Battle of the Bands в 2009 году с песней «Toxic», включенной в CD, идущем в комплекте с журналом. Позже проект участвовал на Extreme Sundenfall 9 с песней «Forgiveness» и в январе 2010 в журнале Dark Spy Magazine с песней «I Will Break You», выпуск которого включал CD. В феврале 2010 трек под названием «Sleeping Beauty» вошел в компиляцию Electronic Saviors, выпущенную на Metropolis Records, В марте/апреле 2010 проект Mordacious совершил несколько совместных мини-туров по Мексике и США с группой Reaxion Guerrilla, и с God Module по Мексике в августе 2010. 15 октября 2010 года вышел новый трек «Execute», впоследствии включенного в Infacted Volume 5 Compilation.
2013 год ознаменовался выходом сразу двух альбомов — Kingdom Of Fire и Bone Breaker, новые треки которых стремительно завоевали популярность в клубах и хорошие рецензии в журналах Sonic Seducer и Nachtaktiv Magazine. В 2014 само-релизом был выпущен ЕР «Reinfected» из 7 треков, по сути представлявших собой новые версии композиций из предыдущих альбомов.
В 2015 году вышел альбом Sinxstr из 16 композиций, выпущенный на Infacted Recordings.

## Дискография
- 2005 — «Death’s Embrace»
- 2006 — «Insignificant»
- 2006 — «This Emptiness»
- 2007 — «Torture Tactics»
- 2009 — «Necrolust»
- 2011 — «Dead Inside» (Download Only)
- 2011 — Mordacious & I Love Club Sluts 2 CD Set
- 2012 — «Suicide Club»
- 2013 — «Kingdom Of Fire»
- 2013 — «Together We Die»
- 2013 — «Bone Breaker»
- 2014 — «Reinifected»
- 2015 — «Sinister»

### Ремиксы, каверы и компиляции
- Cybergirl (from album «Extreme Sundenfall 6»)
- Midnight Crucifixion (from album ROBERT DOPE «Evil Calls Home: Reloaded»)
- Stitched (Mordacious Remix) (from album DIVERJE «Unleashed»)
- Cybergirl (IB X Remix) (from album «Interbreeding X: Kagefighters {Sex, Blood & Electro}»)
- Necrolust (from album «Interbreeding X: Kagefighters {Sex, Blood & Electro}»)
- Forgiveness (from album «Extreme Sundenfall 9»)
- Unknown (from album «Endzeit Bunkertracks [Act V]»)
- Sleeping Beauty (from album «Electronic Saviors: Industrial Music To Cure Cancer»)
- Execute (from album «Infacted 5»)
- Suffer This World (Mordacious Remix) (from album DIVERJE «Evil Never Dies»)
- My Darling Bullet (Mordacious Remix) (from album FREAKANGEL «Digital Deviations»)
- Dancing In The Dark (Mordacious Remix) (from OF THE «Dancing In The Dark»)
- Far Away (Mordacious Remix) (from album ALIEN VAMPIRES «Revitalizer»)
- Kruzi-Fuck Me (Mordacious Remix) (from album REAXION GUERRILLA «I Hate You»)
- Rituals (Mordacious Mix) (from album GOD MODULE «Rituals»)
- Widerstand (Mordacious Remix) (from album FABRIK C «Widerstand»)
- I Hat Myself (Mordacious Remix) (from album ROOT 4 «Vorstellungs Kraft: The Remixes 1»)
- Born To Fail (FGFC820 Remix) (from album «Endzeit Bunkertracks [Act VI]»)
- Tragic Doll (Assemblage 23 Remix) (from album «Extreme Sundenfall 12» & «Gothic Spirits {EBM Edition 4}»)